# Bottegia rubra
Bottegia rubra là một loài bọ cánh cứng trong họ Cerambycidae.